# Verendrye National Monument
Verendrye National Monument – nieistniejący już pomnik narodowy w Stanach Zjednoczonych, w stanie Dakota Północna. Pomnik został ustanowiony 29 czerwca 1917 roku przez prezydenta Stanów Zjednoczonych Woodrowa Wilsona na powierzchni 1,01 km². Decyzją Kongresu Stanów Zjednoczonych 30 lipca 1956 pomnik rozwiązano, a jego teren przekazano w zarząd stanu Dakota Północna.